# Henry Potonié
Henry Potonié, född 16 november 1857 i Berlin, död 28 oktober 1913 i Gross-Lichterfelde vid Berlin, var en tysk geolog, paleontolog och botaniker.
Potonié studerade naturvetenskap (särskilt botanik) i Berlin och blev 1880 assistent vid den botaniska trädgården och det botaniska museet där. År 1886 knöts han till Preussens geologiska undersökning (från 1900 som statsgeolog) och blev 1891 tillika lärare i växtpaleontologi vid Bergsakademien i Berlin.
Av hans publicerade arbeten, som särskilt behandlar stenkolets och torvens flora och bildningssätt, kan särskilt nämnas Lehrbuch der Pflanzenpaläontologie (1897-99; andra upplagan utgiven av Walther Gothan 1921) och Entstehung der Steinkohle (sjätte upplagan 1920). Från 1888 var han utgivare av den populärvetenskapliga tidskriften "Naturwissenschaftliche Wochenschrift".